# Římskokatolická farnost Popelín
Římskokatolická farnost Popelín je územní společenství římských katolíků v rámci telčského děkanství brněnské diecéze s farním kostelem svatého Petra a Pavla.

## Historie farnosti
Kostel byl slavnostně vysvěcen roku 1788 – tehdy měl pouze dřevěnou věž a byl pokrytý šindelem. Také farář dojížděl k výkonu bohoslužeb ze Strmilova, dokud nebyla postavena fara a Popelín dostal faráře vlastního. V roce 1883 byla opravena věž kostela a opatřena pozlaceným křížem. V dalších letech byl kostel několikrát opravován, naposledy v letech 2001–2002. 

## Duchovní správci
Administrátorem excurrendo byl od července 1994 R. D. Stanislav Forst. Od 1. září 2018 byl administrátorem farnosti R. D. Mgr. Josef Maincl z Telče. 1. září 2023 se pak administrátorem stal R. D. Martin Hönig.

## Bohoslužby
| Kostel                | Místo   | Bohoslužba (den) | Hodina | Poznámka     |
| --------------------- | ------- | ---------------- | ------ | ------------ |
| svatého Petra a Pavla | Popelín | neděle           | 11.00  | farní kostel |

## Aktivity ve farnosti
Dnem vzájemných modliteb farností za bohoslovce a bohoslovců za farnosti brněnské diecéze je 21. květen. Adorační den připadá na 30. dubna.
Ve farnosti se pravidelně koná tříkrálová sbírka. V roce 2016 se při sbírce vybralo na Dačicku 298 574 korun, o rok později činil výtěžek na Dačicku 298 561 korun.